# Store Egholm
Store Egholm er en 0,7 km² stor, 2 meter høj holm i det sydfynske Øhav, 5 km nordøst for Ærøskøbing og i nærheden af Lille Egholm og Nyland.  
Der er fem jagthytter og fritidshuse, alle forsvarligt indhegnet. Øen benyttes i nutiden til græsning for kvæg og får og til jagt. To vindmøller sørger for, at der er grundvand til dyrene. 
Store Egholm er et stort sammenhængende strandengsområde med med mange vandhuller og fugtige 
områder opdelt i smalle parceller med matrikelnumre, som i dag ejes af flere forskellige ejere, på grund af at lodderne ofte blev delt ved arv. Ejerne sørger i fællesskab for afgræsning med får, geder og kreaturer hvert år. Der er offentlig adgang til øen, men i perioden fra 1. marts til 15. juli bør landgang undgås, da de mange kolonier af rugende og ynglende fugle meget let forstyrres, og dermed kan mange æg og unger gå tabt.
Egholm-Foreningen varetager naturpleje, administrere jagtudøvelsen og øvrige drift af øerne Store Egholm og Lille Egholm, og endvidere at repræsentere medlemmernes interesser som grundejere.

## Historie
Under stormfloden i november 1872 boede der to familier på Store Egholm, som levede af landbrug, fiskeri og handel med naboøerne. Mens mændene var i Marstal for at handle, blev øen oversvømmet, og konerne og børnene flygtede op på loftet i det ene bindingsværkhus, der selv om vandet skyllede gennem huset, blev stående. Egholmmændene måtte gennem Marstalmøllerens kikkert se, hvordan deres familier kæmpede for at overleve. De kunne ikke sejle til hjælp i stormen. Alle overlevede, og familierne gik i gang med genopbygningen af huse og diger.
I februar 1874 kom en ny stormflod, som gjorde endnu mere skade end den foregående. 
1900 forlod Rasmus Nielsen og hans kone som de sidste beboere øen.
Under stormfloden i oktober 2023 blev øen igen oversvømmet. To fåreavlere fra Ærø nåede at drive 150 får op på øens højeste punkt og dermed i sikkerhed for højvandet.

## Natur
Store Egholm er i dag én stor strandeng med større strandsøer, og yngleplads for bl.a. sølvmåge, havterne, dværgterne, stor kobbersneppe, almindelig ryle, spidsand, gul vipstjert og edderfugl. Udover ynglefuglene er der om foråret bl.a. græssende knortegæs og hjejler. Saltpåvirkningen holder øen helt fri for buske, hvilket reducerer prædationen fra krager og rovfugle. 
Vegetationen lav med tætte bevoksninger af engelskgræs på strandvolde og diger. På odderne vokser bl.a. strandarve, bidende stenurt og gåsepotentil. Dansk kokleare og strandkarse er almindelige. På strandoverdrevene
vokser  bl.a. drue-gåsefod, spidshale, smalbladet hareøre og strand-nellike.